# Monte-Carlo Rolex Masters 2017
Monte-Carlo Rolex Masters 2017 — 111-й розыгрыш ежегодного профессионального теннисного турнира среди мужчин, проводящегося во французском городе Рокебрюн—Кап-Мартен и являющегося частью тура ATP в рамках серии ATP Masters 1000.
В 2017 году турнир прошёл с 16 по 23 апреля на кортах Monte-Carlo Country Club. Соревнование продолжало околоевропейскую серию грунтовых турниров, подготовительную к майскому Ролан Гаррос.
Прошлогодние победители:
- в одиночном разряде —  Рафаэль Надаль
- в парном разряде —  Николя Маю и  Пьер-Юг Эрбер

## Общая информация
Одиночный турнир собрал семь представителей топ-10 мирового рейтинга: из первой десятки отсутствовали четырёхкратный финалист турнира Роджер Федерер, а также Милош Раонич и Кэй Нисикори. Первым номером посева стал лидер классификации и прошлогодний чемпион Энди Маррей, а вторым двухкратный чемпион Новак Джокович. Маррей в третьем раунде проиграл № 15 посева Альберту Рамосу, а Джокович в четвертьфинале уступил № 10 посева Давиду Гоффену. Под третьим номером посева играл чемпион 2014 года Стэн Вавринка, но и он проиграл на стадии третьего раунда № 16 посева Пабло Куэвасу. Действующий победитель и рекордсмен турнира Рафаэль Надаль имел четвёртый номер посева. Ему вновь удалось победить в Монте-Карло и обновить свой рекорд по числу титулов. В финале он обыграла соотечественника Альберта Рамоса. Титул в Монте-Карло стал уже десятым для Надаля и он единственным в мире на тот момент, кому удалось выиграть один турнир столько раз. Также победа стала 50-й для Надаля на грунтовых кортах, что также является рекордом Открытой эры. В основных соревнованиях приняли участие три представителя России Андрей Кузнецов, Даниил Медведев и Карен Хачанов. Только Хачанов преодолел первый раунд и закончил выступления во втором.
В мужском парном разряде первыми номерами посева стали Хенри Континен и Джон Пирс, которые проиграли в четвертьфинале Рохане Бопанне и Пабло Куэвасу. Прошлогодние чемпионы французский дуэт Николя Маю и Пьер-Юг Эрбер защищали свой титул под вторым номером посева и добрались до полуфинала. Путь в решающий матч им закрыли седьмые номера посева Марк Лопес и Фелисиано Лопес. В финале испанский дуэт проиграл паре Бопанна и Куэвас, которые впервые выиграли титул на этом Мастерсе.

## Соревнования

### Одиночный турнир
Рафаэль Надаль обыграл  Альберта Рамоса со счётом 6-1, 6-3.
- Надаль выиграл 1-й одиночный титул в сезоне и 70-й за карьеру в основном туре ассоциации.
- Рамос сыграл 2-й одиночный финал в сезоне и 25-й за карьеру в основном туре ассоциации.
- Рамос сыграл дебютный финал на соревнованиях серии Мастерс.

### Парный турнир
Рохан Бопанна /  Пабло Куэвас обыграли  Марка Лопеса /  Фелисиано Лопеса со счётом 6-3, 3-6, [10-4].
- Бопанна выиграл 2-й парный титул в сезоне и 16-й за карьеру в основном туре ассоциации.
- Куэвас выиграл 2-й парный титул в сезоне и 7-й за карьеру в основном туре ассоциации.